# Wolf Lehner
Wolf Lehner (* 1947 in Bielefeld) ist ehemaliger Finanzpolitiker der Nationaldemokratischen Partei Deutschlands (NPD). In der Partei zählte er zu den Nationalkonservativen.

## Leben
Lehner besuchte das Gymnasium sowie eine Sprach- und Handelsschule. Er schloss eine Ausbildung als Industriekaufmann ab. Lehner handelt nach eigenen Angaben seit Anfang der 1990er Jahre mit Antiquitäten.
Über denselben Zeitraum erstreckt sich sein Engagement als Schatzmeister und Mitglied des Bundesvorstandes der Gesellschaft für freie Publizistik e.V. (GfP).
Lehner ist seit 1969, mit kurzer Unterbrechung 1990 Mitglied der Nationaldemokratischen Partei Deutschlands (NPD). Er engagierte sich in der Partei als Kreisvorsitzender, u. a. in Bielefeld, Aalen und Weilheim in Oberbayern. Im baden-württembergischen Landesverband saß Lehner jahrelang im Landesvorstand und stieg zwischenzeitlich sogar zum stellvertretenden Landesvorsitzenden auf.
Auf dem NPD-Bundesparteitag in Neuruppin im November 2011 wurde Wolf Lehner zum Beisitzer im NPD-Bundesvorstand gewählt. Er gehörte zum Team des damaligen Vorsitzenden Holger Apfel und unterstützte dessen politischen Kurs, die rechtsextreme Partei für weitere Kreise wählbar zu machen. Strategisch sollte durch diese Funktion die enge Einbindung der GfP in den NPD-Bundesvorstand gewährleistet werden. Er selbst sah sich „als Bindeglied zum originär und über Jahrzehnte gewachsenen national-konservativen und national-freiheitlichen Lager“.
Eines von Lehner politischen Zielen war es, die NPD als Finanzbevollmächtigter von der staatlichen Parteienfinanzierung zu lösen. Sie sei ein Schwachpunkt der Partei. Solange die Partei noch Geld vom Staat bekomme, solle die NPD Rücklagen bilden, um eigene Projekte in ihrem Sinn auch später noch finanzieren zu können.
Spätestens 2013 legte er sein Parteiamt  nieder. Nach eigenen Angaben hat sich Wolf Lehner heute von der NPD losgesagt und sei mittlerweile ausgetreten.